# Lex posterior derogat priori
In diritto il brocardo "lex posterior derogat priori" (latino: "la norma posteriore deroga quella anteriore") esprime uno dei principi o criteri tradizionalmente utilizzati dagli ordinamenti giuridici per risolvere le antinomie normative: il criterio cronologico.

## La risoluzione delle antinomie
In base a questo criterio, in caso di antinomia tra due norme giuridiche prevale quella che è stata promulgata successivamente, ossia quella più recente. La norma anteriore cessa quindi di produrre i suoi effetti con l'entrata in vigore della norma posteriore; si parla, in questo caso, di abrogazione della prima da parte della seconda (mentre il termine deroga, che pure compare nella locuzione latina, viene propriamente utilizzato nel diverso caso in cui opera il criterio di specialità, espresso dal brocardo "lex specialis derogat generali"). Nel caso in cui le due norme abbiano la stessa data di promulgazione, si prende in esame la data di pubblicazione.

## Le eccezioni
Il criterio cronologico è recessivo rispetto a quello gerarchico (espresso dal brocardo "lex superior derogat inferiori"); pertanto, la norma posta da una fonte inferiore (ad esempio un regolamento) non può mai abrogare quella posta da una fonte superiore (ad esempio la legge), sebbene ad essa posteriore.
Il criterio cronologico è altresì recessivo rispetto a quello di specialità; pertanto, la norma posteriore generale non abroga la norma anteriore speciale (principio espresso dal brocardo "lex posterior generalis non derogat priori speciali"), salvo che dalla lettera o dalla ratio della prima si evinca la volontà di abrogare la seconda o la discordanza tra le due norme sia tale da rendere inconcepibile la loro coesistenza.